# Grzegorz Sandomierski
Grzegorz Sandomierski ([ˈɡʐɛɡɔʂ sandɔˈmʲɛrskʲi]; n. 5 septembrie 1989, Białystok, Polonia) este un portar polonez care joacă pentru Blackburn Rovers FC. De asemenea, el a jucat trei meciuri pentru Polonia, fiind inclus în lotul care a participat la Euro 2012.

## Cariera la club

### Jagiellonia Bialystok
Sandomierski și-a început cariera la Jagiellonia Bialystok, fiind rezervă în prima parte a anului 2006. A jucat în patru meciuri și apoi a fost împrumutat la Lech Poznan. A jucat două meciuri în divizia a treia, după care s-a întors la Jagiellonia. În sezonul 2007-08, din cauza accidentării portarului titular Jacek Banaszyński, Sandomierski și-a făcut debutul în prima ligă într-un meci cu Cracovia, în care a primit două goluri. Până la sfârșitul competiției, el a apărut în alte patru meciuri. Sandomierski a suferit apoi o accidentare gravă care l-a ținut pe tușă pentru o jumătate de an. În ianuarie 2009 a fost împrumutat la Ruch Wysokie Mazowieckie, unde a fost prima alegere pentru postul de portar. Înainte de sezonul 2009/2010, s-a întors la Bialystok. Sandomierski a primit o șansă la Jagiellonia după Rafał Gikiewicz a făcut mai multe meciuri slabe. La Jagiellonia, Sandomierski a reușit să închidă poarta timp de 564 de minute, stabilind un nou record, Ruch Chorzów fiind echipa care i-a întrerupt recordul.

### Racing Genk
În august 2011, Sandomierski a semnat un contract pe cinci ani cu campionii belgiei K. R. C. Genk, ca înlocuitor pentru Thibaut Courtois.

### Blackburn Rovers

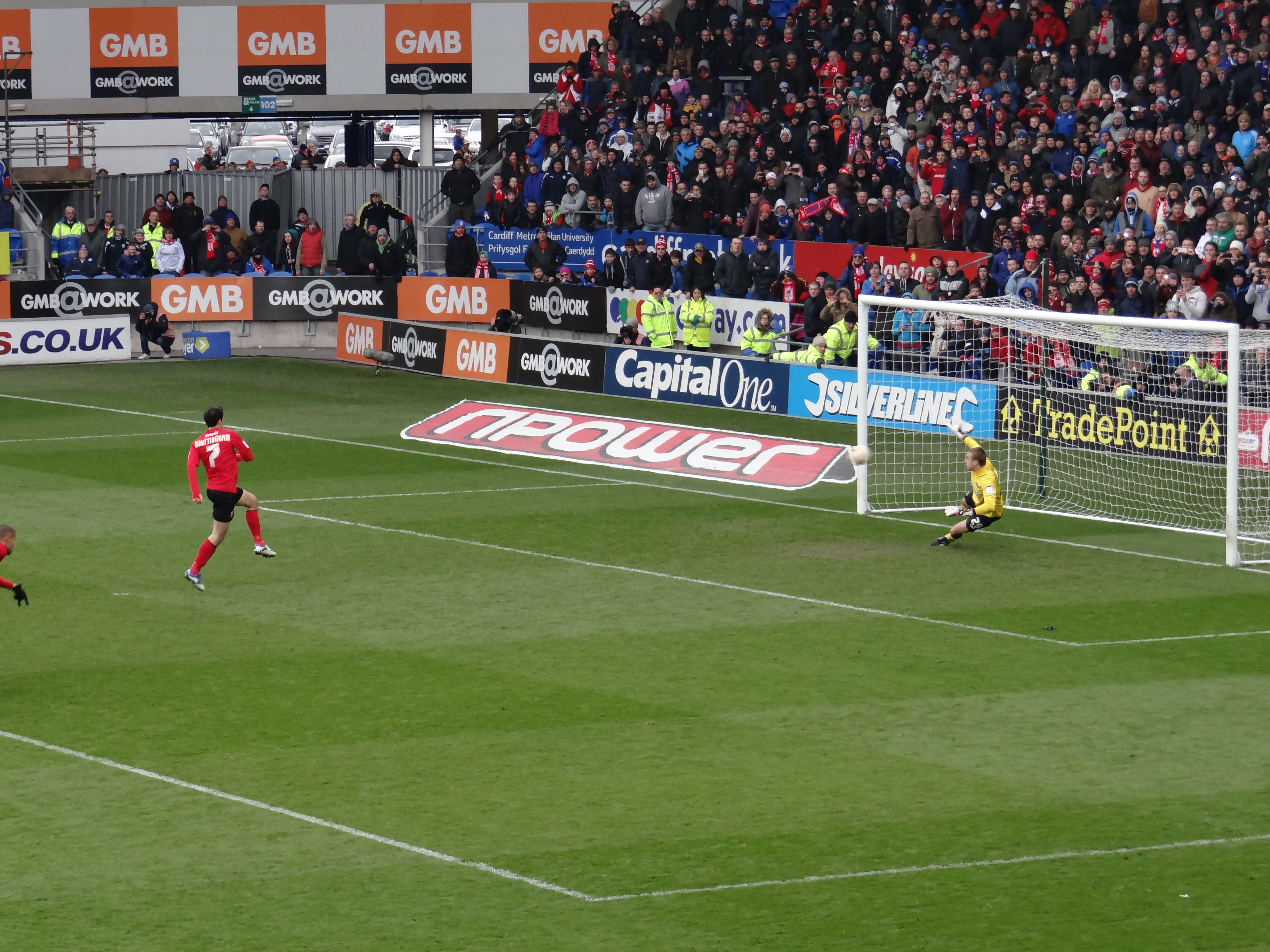
Sandomierski jucând pentru Blackburn Rovers

Pe 31 august 2012, Sandomierski a fost împrumutat pentru un sezon la Blackburn Rovers, clubul având prima opțiunea de cumpărare.
Și-a făcut debutul pentru Rovers împotriva celor de la Cardiff City într-o înfrângere cu 3-0 , înlocuindu-l pe accidentatul Jake Kean, în minutul 52. Al doilea meci al lui Sandomierski a fost cel cu Sheffield  Wednesday, după ce s-a anunțat că Kean va lipsi tot restul sezonului din cauza unei accidentări. Antrenorul interimar Gary Bowyer a mers pe mâna internaționalului polonez, chiar dacă Rovers a pierdut cu 3-2 în acea zi. A reușit să închidă poarta în meciurile cu Derby County și Huddersfield Town. A primit 4 goluri de la Watford, făcând un meci slab. În următorul său meci împotriva lui  Millwall a primit un gol.

## Legături externe
- Grzegorz Sandomierski la 90minut.pl pl
- Sandomierski pe jagiellonia.neostrada.pl Arhivat în 16 august 2010, la Wayback Machine. (poloneză)